# 中道元貴
中道 元貴（なかみち もとき、1987年1月2日 - ）は、日本の元男子バレーボール選手である。

## 来歴
愛知県みよし市出身。本人は、1歳からバレーボールを始めたと話している。
大同大学大同高等学校、中京大学を経て、2009年、V・チャレンジリーグ（当時のVリーグ2部リーグ）に所属する警視庁フォートファイターズに入団。入団1シーズン目の2009/10 V・チャレンジリーグに出場し、Vリーグデビューを果たした。
2014-15シーズン、V・チャレンジリーグでサーブ賞を受賞した。
2021-22シーズン、V2男子で15チーム中12位となり、チームはV3に降格となった。
2022年11月6日、V3男子でVリーグ通算230試合出場を達成し、Vリーグ栄誉賞の表彰基準に到達した。
2024年のV.LEAGUE離脱以降も現役を続行していたが、2025年の国民スポーツ大会東京都予選を最後に38歳で現役を引退。

## 所属チーム
- 大同大学大同高等学校（2002-2005年）
- 中京大学（2005-2009年）
- 警視庁フォートファイターズ（2009-2025年）

## 受賞歴
- 2015年 - 2014/15 V・チャレンジリーグ サーブ賞
- 2023年 - 2022-23 V.LEAGUE DIVISION3 MEN Vリーグ栄誉賞